# Mastim dos Pirenéus
A mastim dos Pirenéus[Nota] (em castelhano:  Mastín del Pirineo), também conhecida como mastin d'Argon, é uma raça descendente direta dos mastins brancos e mastins espanhóis de pêlo claro. Usados para guardar os rebanhos, usavam coleiras grossas com pontas de ferro para se protegerem dos lobos. Ao longo dos anos, os cruzamentos seletivos transformaram estes cães, que podem atingir os 75 kg, em animais de companhia para donos experientes no trato com cães, apesar do adestramento ser dito difícil.